# Distretto di Simao
Il distretto di Simao (思茅区S, Sīmáo QūP) è un distretto della Cina, situato nella provincia di Yunnan e amministrato dalla prefettura di Pu'er.